# 官庁集中計画
官庁集中計画（かんちょうしゅうちゅうけいかく）とは、明治時代の首都計画である。議事堂や官庁などを霞が関付近に集中し、パリやベルリンに並ぶ華麗なバロック建築都市を建設しようとした。計画の中心人物、井上馨の失脚により挫折した。

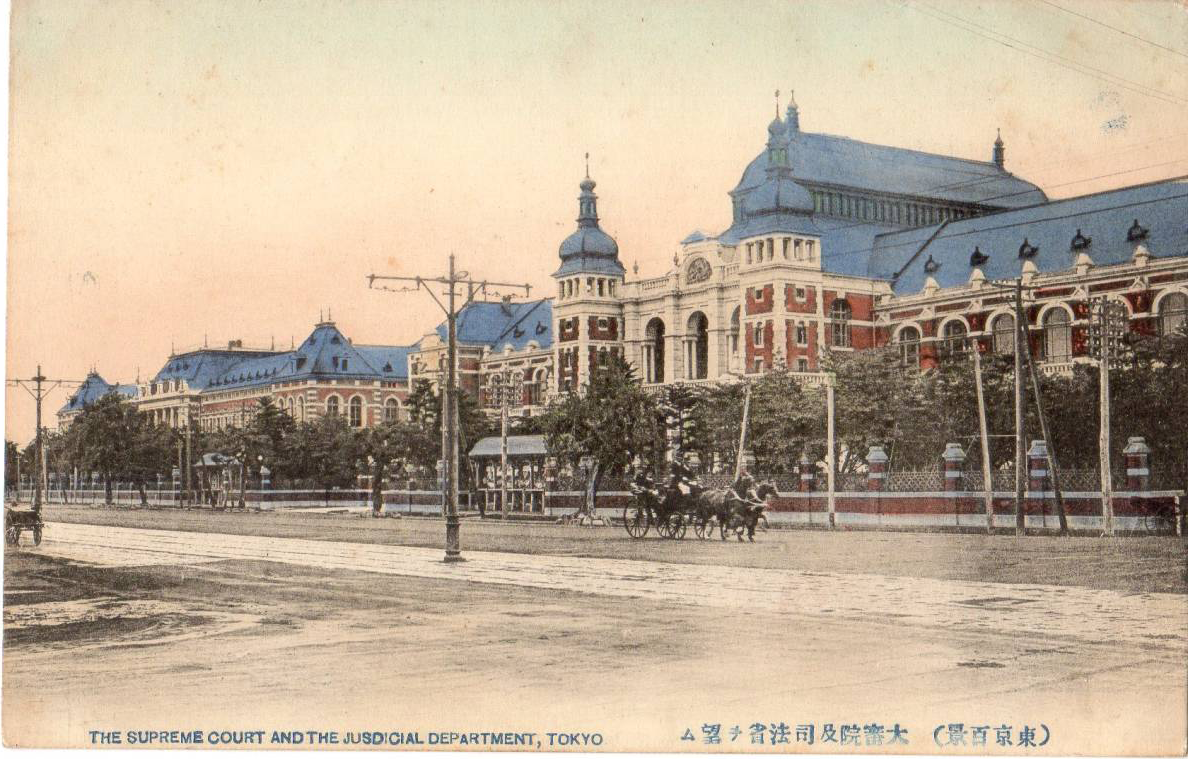
大審院

## 経緯
外務大臣井上馨は、条約改正を進めるため、鹿鳴館外交と呼ばれる欧化政策を採り、その一環として壮大な首都建設を構想した。こうして、1886年（明治19年）、内閣に臨時建築局を設置し、井上が総裁に、三島通庸が副総裁（警視総監兼務）に、また、ドイツ帰りの建築家・松崎万長が工事部長に就任した。そしてドイツの建築家ヘルマン・エンデとヴィルヘルム・ベックマンに都市計画及び主要建造物の設計を依頼。同年、ベックマンらドイツ人技師が来日し、一方、日本からは建築家の渡辺譲、妻木頼黄、河合浩蔵及び職人たちがドイツに留学した。
来日したベックマンは、築地から霞が関に都市の中心軸を置き、中央駅、劇場、博覧会場、官庁街、新宮殿、国会議事堂などを配する壮大な都市計画を立てた（国会議事堂の位置は現在と同じ）。しかし、この計画は財政上とうてい実現困難なものであった。次いで、ベックマンの推薦で東京の水道計画の技術顧問としてホープレヒトが招かれるが、来日早々ホープレヒトはベックマンの計画案を大幅に縮小した。その後、エンデが来日して縮小案に基づき、計画案を修正した。
やがて井上が条約改正に失敗し、外務大臣を辞任（1887年）したため、官庁集中計画そのものが頓挫することになった。臨時建築局は内務省に移管され、ドイツへの留学生は帰国を命じられた。エンデ・ベックマンへの依頼内容は、議事堂、大審院、司法省の3棟の設計のみと限定された。
1888年2月15日に第二代総裁に就任した山尾庸三は、井上が進めていた計画を大幅に縮小・変更した新計画を作成し、同年9月25日に閣議決定を受けた。現在の日比谷公園と諸官庁の敷地である千代田区霞が関一丁目・二丁目はこの新計画に基づくものであり、山尾が「中央官庁街の原型を与えた」と言われる。1890年1月、臨時建築局の廃止処分とベックマン条約の満期前解約について山縣有朋大臣に上申した。臨時建築局は同3月26日に廃止され、その事務は内務省土木局が管掌することになった
結局、議事堂は木造2階建の仮建築で実施することが決まり、第1回帝国議会開会の1890年に竣工した（国会議事堂参照）。また、エンデ・ベックマンの設計に基づく大審院と司法省は1895年に完成した（海軍省はジョサイア・コンドルの設計により1890年着工、1894年に竣工した）。

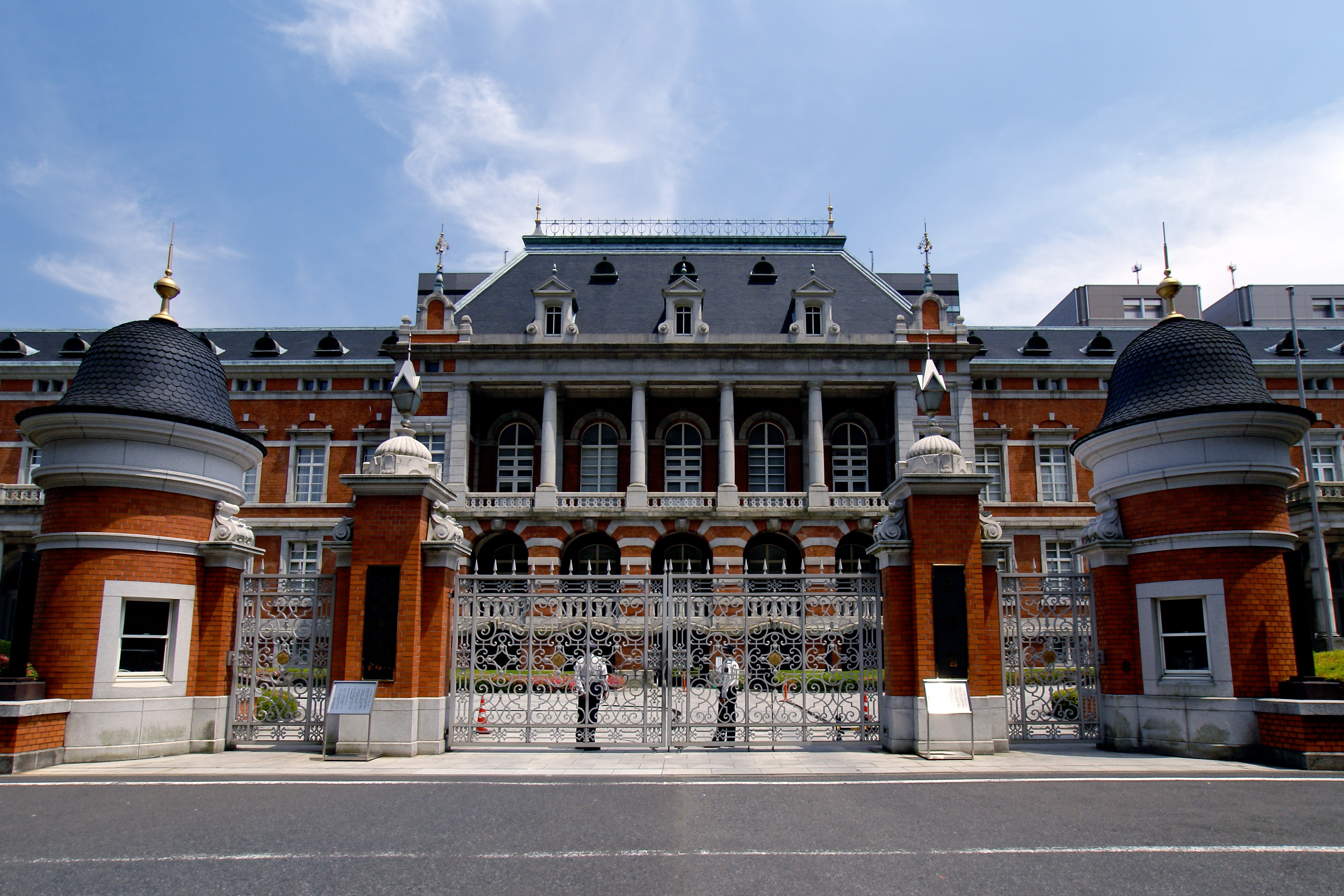
司法省

## 官庁集中計画の遺構
- 1945年、戦災で大審院と司法省の屋根・内部が焼失した（戦後に修復）。
- 1976年、最高裁判所（旧大審院）が取り壊された。
- 1994年、法務省（旧司法省）を修復し、当初の姿に復元。重要文化財に指定された。